# FL Studio
FL Studio（エフエル スタジオ）はベルギーのImage-Line社の音楽製作ソフト(DAW、デジタル・オーディオ・ワークステーション) 、ミュージックシーケンサー、である。ステップシーケンサーを主軸としたユーザインタフェースを持つ。一度購入したユーザーには「Lifetime Free Updates」という、生涯有効なアップデートが提供される。Image-Line は iOS・Android・Windows 及び FL Studio のプラグインで動作する FL Studio Mobile も開発している。

## 概要
FL Studio のプラットフォームは Windows、macOS を主軸としている。VSTほかAUに対応し、外部のプラグインのソフトウェア・シンセサイザーによるシーケンスの制作や、オーディオの編集、エフェクト、ミックスダウンが1つのアプリケーション内で完結する。
本DAWに同封されるPatcherは、プラグイン類の入出力を自由に組み合わせ、ひとまとまりのセットを作成できるプラグインである。これらのプラグインと、サードパーティー製を含むプラグインを組み合わせることで、あたかも新しく見えるプラグインを自分で作成するというようなこともできる。
チーフプログラマーとして知られた Didier Dambrin (通称: gol) はFL Studio 12の大規模ベクター描画アップデートのリリースをもって開発から退いたが、開発人数は増えたとしている。
2001年に、Image-Line社はFL StudioでJeskola Buzzのプラグインをサポートしようという取引を持ち掛け、開発者のOskariはJeskola Buzzプラグインアダプターを提供した。
2022年現在、現行リリースの FL Studio 20 は、発売から20周年を記念してリリースされたものである。このバージョンを機に、バージョンのナンバリングは 12 から 20 へスキップし、macOSが対応OSに加わった。

## ユーザーインタフェース
FL Studio においては、主に以下のウィンドウを行き来しながら楽曲を制作することになる。
チャンネルラック (Channel Rack)
楽器プラグインとしてのジェネレーター (Generator) 、オートメーション (Automation)、オーディオクリップ (Audio Clip) をチャンネルとして扱う。ミキサートラックの割り当てやピアノロールへのアクセスはここから行う。作成したものはパターン (Pattern) として管理する。
ピアノロール (Piano Roll)
MIDIシーケンスの作成を行う。縦軸に音程、横軸に演奏時間を置き、譜面入力と同様に音符に相当するデータを配置する。ノートのベロシティの設定のほか、演奏情報は画面下部にイベントとして記録される。
プレイリスト (Playlist)
パターン、オーディオクリップを配置してソング再生を行う。パフォーマンスモードではクリップのトリガーが可能。近年のアップデートではこのウィンドウを他DAWのタイムラインに相当させるようなアップデートが多く盛り込まれている。たとえば、FL Studio 20 では、それぞれのトラックに楽器トラック (Insturument Track) と 音声トラック (Audio Track) を割り当てることができるようになり、あまりチャンネルラックを意識することなく打ち込みがFL Studio 20.9 ではさらにミキサーのトラックと同期できるようになった。これにより、ミキサーを介さずともディスクレコーディングが可能となった。
ミキサー (Mixer)
オーディオレベルのバランスを取り、プラグインによる音響効果を付加する際に使用する。また、センドトラックやサイドチェインもこのウィンドウから設定する。
ブラウザー (Browser)
イベント管理、サンプル、フォルダ、全てのデータ表示を行う。基本的にこのブラウザーにある項目を主ウィンドウにドラッグしてプラグインやサンプルを読み込むことが多い。

## 機能
完成した作品（プロジェクト）はHDDレコーディングによる WAV 、FLAC 、WavePack などの可逆圧縮形式のオーディオファイルのほか、MP3、Ogg などといった非可逆圧縮のオーディオ形式でもエクスポートできる。
また、他のDAWとの連携も可能であるという点で、FL Studio は ReWire のホストとクライアントの双方に対応している。FL Studio の本体をラッピングした FL Studio VSTi も同封されており、DAW自体をプラグインのように扱うことも可能である。これを用いた使用法としては、他社製のDAWで立ち上げたプロジェクトの中で FL Studio 内でのみ動作するシンセサイザーなどを使用するといったようなものが考えられる。
なお、すでに ReWire のプロトコル自体は2020年をもって打ち切られているため、FL Studio における使用も非推奨とされ、今後は後者のVSTi版の使用が推奨されている。
オーディオ情報は内部の32ビット浮動小数点エンジンで処理される。ユーザーの環境に応じて、プロジェクトのサンプリングレートは最大192kHzまで引き上げられるようになっている。マルチスレッド、マルチコアのCPUに対応しているため、ミキサーやチャンネルラックに存在するすべてのプラグインの処理系は、FL Studio 内部の処理によって自動的に最適なコアに割り当てられ、効率的な動作が期待できる。
オーディオドライバーには、Windows の場合、ASIOならびにWASAPIを選択することになる。WASAPI に関しては、FL Studio と同時にインストールされる FL Studio ASIO 経由で使用することができるようになっている。一方で、これらのドライバーを備えていない場合の代替先として、Windows 標準の WDM を選択することもできる。macOSの場合は、自動的にCore Audioが選択される。
FL Studio が備える特徴的な機能の一つとしては、Control Surface、および Patcher が挙げられる。Control Surface はすべてのユーザーインターフェイスが作成可能な一つのコントローラーのようなプラグインであり、独自のスライダーやボタンを作成したあと、それらをシンセサイザーやエフェクター、MIDI CC といったありとあらゆるパラメーターに割り当てて、作成したユーザーインターフェイス上から操作できるようになっている。

## ラインナップ
それぞれのラインナップはダウンロード版とパッケージ版の両方で入手可能。日本国内代理店は株式会社フックアップである。2022年現在、Image Line から販売されているラインナップは、Fruity Edition、Producer Edition、Signature Edition、All Plugins Edition の4通りである。
Fruity Edition は、ステップシーケンサに加えてピアノロールエディタとVSTホストプラグインを有効にしたバージョン。エントリー版として位置付けられているが、このバージョンを用いた一連の作曲の流れを紹介する、公式のチュートリアル動画が Image Line 公式からアップロードされている。Producer Edition は、最もポピュラーなバージョンとされており、Fruity Edition に加えて全てのオーディオ編集・作成機能を利用できる。Signature Edition は、Producer Edition に加えて、Pitcher 、Vintage Chorus、Harmless 、DirectWave （フルバージョン）、 Vocodex 、Fruity Video Player など複数のプラグインを追加したバージョンである。All Plugins Edition は、Signature Edition に加えてさらに Harmor など追加購入するプラグインがすべて使用可能になっているエディションである。かつて、Image Line より発売されていたこれらのVSTプラグイン版の取り扱いが終了するにあたって、All Plugins Bundle から All Plugins Edition に名称変更された。また、このエディションで同封されるプラグインの形式も、現在は FL Studio 内でのみ使用できるものとなっている。

### 販売終了済みのラインナップ
過去に販売を行っていたが、Express Edition と XXL Edition など、現在は販売されていないエディションも存在する。Express Edition は基本機能であるステップシーケンサ（ドラムマシン）のみのバージョンである。XXL Edition は Signature BundleからMaximus、Hardcoreの2つのプラグインを除いた旧製品である。

## 公式マスコット「FL chan」について
FL Studio 7 (7.4β2)で「FL chan」という公式マスコットが誕生した。PNGファイルのアニメーション表示が可能なアニメーションプラグイン「Fruity Dance」のデフォルト画像として使用できる。
開発者の一人であるDidier Dambrin (gol)が初音ミクに影響を受けてフォーラム内でマスコットの提案を行った。フォーラムに参加していたユーザーのUruidoが要望に合わせたラフ画をアップロードしたところ、golがUruidoに対して完成画を発注し、双方のメールでのやり取りを経て公式マスコットとなった。
DTM magazineではFL Studioの専門コーナーがあり、担当したイラストレーターによるFL chanのイラストも毎回掲載された。Image-Line社の製品をキャラクターにしたイラストも掲載されている。UruidoはDeckadanceのイメージキャラクターのデザインも担当した。
2012年8月に発売された漫画『ちびミクさん』の2巻では、FL chanを元にしたキャラクター「FLちゃん」が、ファンシーショップの店主として登場する。

## 著名なFL Studioユーザー
- Ajurika
- Ujico*/Snail's House
- Banvox
- Aura Qualic